# Quẻ ma thuật

Quẻ ma thuật với tổng 26

Một quẻ ma thuật của bậc 2 là sự sắp xếp các số trong một quẻ có ô hình tam giác với 2 ô ở mỗi cạnh, theo cách mà các số ở mỗi hàng, theo cả ba hướng, tổng hợp với hằng số ma thuật M giống nhau.

## Quẻ sao ảo thuật
Ngôi sao ma thuật hình lục giác hoặc ngôi sao ma thuật 6 cánh là một đa giác sao có ký hiệu Schläfli {6/2}, trong đó các số được đặt ở mỗi sáu đỉnh và sáu giao điểm, sao cho bốn số trên mỗi dòng có cùng một hằng số ma thuật.

## Quẻ sao ảo thuật với hơn 12 đỉnh

Quẻ ma thuật với tổng 50